# Самуэль, Вальтер
Вальтер Адриан Самуэль (исп. Wálter Adrián Samuel; род. 23 марта 1978[…], Фирмат, Санта-Фе) — аргентинский футболист, центральный защитник. За сборную Аргентины провёл 56 матчей (5 голов). Сегодня Вальтер — ассистент главного тренера национальной команды.
Фамилия Вальтера при рождении — Лухан (исп. Luján). Он родился от матери-одиночки, и в подростковом возрасте решил взять фамилию отчима — Самуэль.

## Биография

### Клубная карьера
Самуэль начал карьеру в «Ньюэллс Олд Бойз», а в сезоне 1996 года — в возрасте 18 лет — закрепился в основном составе. Благодаря не по годам стабильной игре получил приглашение в «Бока Хуниорс», куда и перешёл в следующем сезоне. Быстро адаптировавшись, Самуэль сыграл важную роль в триумфальной кампании «Бока Хуниорс» в сезоне 1998/99. В следующем году клуб выиграл Кубок Либертадорес, одолев в финале «Палмейрас» по пенальти.
Летом 2000 года Самуэль перебрался в «Рому», отдавшую за него 20 млн евро, команда же заняла шестое место в серии А 1999/2000. Год спустя римляне выиграли первый «скудетто» за 18 лет, а аргентинец, заменивший ветерана Алдаира, пропустил всего три встречи. В следующем сезоне «Рома» уступила чемпионский титул «Ювентусу» лишь в последнем туре.
Сезон 2003/04 сложился для римлян не слишком удачно — клуб занял второе место, отстав от «Милана» на 11 очков. Самуэль же играл превосходно, а его команда пропустила всего 19 голов. Подобная статистика не могла не привлечь внимание «Реала», отдавшего за южноамериканца 25 млн евро в мае 2004 года. В 2005-м году он вернулся в Италию, но уже в «Интер», где выступал до конца сезона 2013/14.
В первые свои сезоны в составе «нерадзурри» он не всегда попадал в основной состав, но при Жозе Моуринью стал ключевым игроком команды. При его непосредственном участии миланцы в сезоне 2009/10 оформили хет-трик, выиграв все турниры, в которых участвовали. Всего же на счету Самуэля пять чемпионств с «Интером», 4 выигранных Суперкубка и 3 Кубка Италии.
Летом 2014 года Вальтер Самуэль продолжил карьеру в «Базеле», с которым подписал контракт сроком до конца сезона.

### Карьера в сборной
Завоевав золото юношеского чемпионата мира 1997 в составе команды Аргентины, Самуэль оформил дебют за взрослую сборную в поединке с Венесуэлой в феврале 1999 года. Вскоре он пробился в «основу» и провёл три поединка на ЧМ-2002. Спортсмен не поехал на Олимпийские игры 2004 из-за возрастных ограничений, но регулярно выступал в отборочной кампании ЧМ-2006. После четырёхлетнего перерыва Вальтер был вызван на ЧМ-2010, где сыграл 2 матча.

## Достижения

### Командные
- Чемпион мира среди молодёжных команд (до 20 лет): 1997
- Чемпион Аргентины (2): Апертура 1998, Клаусура 1999
- Обладатель Кубка Либертадорес: 2000
- Чемпион Италии (6): 2000/01, 2005/06, 2006/07, 2007/08, 2008/09, 2009/10
- Обладатель Суперкубка Италии (5): 2001, 2005, 2006, 2008, 2010
- Обладатель Кубка Италии (3): 2005/06, 2009/10, 2010/11
- Победитель Лиги чемпионов: 2009/10
- Победитель Клубного чемпионата мира по футболу: 2010
- Чемпион Швейцарии (2): 2015, 2016

### Личные
- Южноамериканская команда года: 1999[4]
- Входит в состав символической сборной Европы по версии ESM: 2001/02, 2003/04
- Лучший футбольный защитник года в Италии: 2010